# Častkovce
Častkovce és un poble i municipi d'Eslovàquia que es troba a la regió de Trenčín.

## Història
La primera menció escrita de la vila es remunta al 1392.

## Demografia
| Godina             | 1994 | 2004   | 2014    | 2024    |
| ------------------ | ---- | ------ | ------- | ------- |
| Nombre de persones | 987  | 1014   | 1263    | 1719    |
| Diferència         |      | +2,73% | +24,55% | +36,10% |

| Godina             | 2023 | 2024   |
| ------------------ | ---- | ------ |
| Nombre de persones | 1705 | 1719   |
| Diferència         |      | +0,82% |